# Тајлер Хилтон
Тајлер Џејмс Хилтон (енгл. Tyler James Hilton; Палм Спрингс, 22. новембар 1983) је амерички певач, текстописац, а повремено и глумац. Своју професионалну музичку каријеру почео је да гради 2000. године. Магазин Ролинг стоун га је често упоређивао са његовим музичким колегом Хауви Дејом, док га остали врло често пореде са Елтоном Џоном, како у музичком, тако и у инструменталном смислу. Откад је почео да гради своју музичку каријеру, његова глумачка каријера такође је кренула узлазном линијом. Свакако је остао упамћен по улози Криса Келера у америчкој телевизијској серији Три Хил, као и по улози Елвиса Преслија у филму „Преко линије“, посвећеном Џонију Кешу.